# Elsbeth Rickers
Elsbeth Rickers (* 20. April 1916 in Essen; † 18. September 2014 in Drolshagen) war eine deutsche Politikerin der CDU.

## Leben

### Ausbildung und Beruf
Elsbeth Rickers besuchte ein Mädchengymnasium und erwarb die Mittlere Reife. 1936 bzw. 1937 legte sie staatliche Examina als Krankenschwester sowie als Röntgenassistentin ab. Von 1937 bis 1939 arbeitete sie als Röntgenschwester und von 1939 bis 1941 als Operationsschwester.

### Politik
Elsbeth Rickers war seit 1947 Mitglied der CDU. Sie war von 1969 bis 1978 Bezirksvorsitzende und stellvertretende Landesvorsitzende der Frauenvereinigung (heute: Frauen-Union) der seinerzeitigen CDU Westfalen-Lippe, von 1968 bis 1977 wirkte sie als Mitglied des Landesvorstandes der CDU Westfalen-Lippe. Als stellvertretende Kreisvorsitzende der CDU Kreis Olpe fungierte Rickers von 1969 bis 1978. 1964 wurde sie Abgeordnete des Kreistages Olpe. Vorsitzende des damaligen Jugendwohlfahrtsausschusses (heute: Jugendhilfeausschuss) war sie von 1964 bis 1979, des Sozialausschusses von 1964 bis 1975 und ab 1979. Mitglied im Kreisausschuss wurde sie im Jahr 1975.
Elsbeth Rickers war Ehrenvorsitzende der CDU-Frauenvereinigung Kreis Olpe und des CDU-Bezirksverbands Sieger-/Sauerland.
Im Jahr 1966 wurde sie geschäftsführendes Vorstandsmitglied im VdK-Kreisverband Siegen-Olpe-Wittgenstein und Mitglied im Landesverbandsvorstand des VdK Deutschland. 1969 übernahm sie den Vorsitz des Gefängnisbeirats der Justizvollzugsanstalt Attendorn. Stellvertretende Vorsitzende des Caritasverbandes im Erzbistum Paderborn wurde sie 1973. Ab 1974 war sie Mitglied im Zentralrat des Deutschen Caritasverbandes.
Elsbeth Rickers war vom 27. Oktober 1969 bis zum 25. Juli 1970 und vom 27. Dezember 1971 bis zum 29. Mai 1985 Mitglied des Landtages von Nordrhein-Westfalen. In den 6. Landtag rückte sie am 27. Oktober 1969 nach. Am 27. Dezember 1971 rückte sie in den 7. Landtag ebenfalls nach. Vom 28. Mai 1975 bis zum 28. Mai 1980 war sie direkt gewähltes Mitglied des 8. Landtages für den Wahlkreis 130 Olpe. In den 9. Landtag zog sie über die Landesliste ein.

## Ehrungen
- 1976: Verdienstkreuz 1. Klasse des Verdienstordens der Bundesrepublik Deutschland
- 1986: Ehrenring der Gemeinde Wenden
- 1989: Großes Verdienstkreuz der Bundesrepublik Deutschland
- 1994: Silberner Brotteller des Deutschen Caritasverbandes
- 1994: Silvesterorden; Dame des Ordens vom Heiligen Papst Silvester
- 2001: Verdienstorden des Landes Nordrhein-Westfalen[2]
- 2006: Ehrenbürgerin der Gemeinde Wenden